# Joseph Frieberth
Johann Joseph Frieberth, també Friebert o Fribert (Gnadendorf, (Baixa-Àustria), 4 de desembre de 1724 - Passau, 6 d'agost de 1799) fou un compositor i mestre de capella austríac.
Els seus germans Thomas i Karl Frieberth també eren músics, va passar més de trenta anys com a capellà a Passau i va servir als bisbes Leopold Ernst von Firmian i Joseph Franz Anton von Auersperg. Tots dos li van oferir els mitjans per mantenir una orquestra de 24 músics.
Frieberth va compondre principalment música sacra, però també singspiel i òperes principalment per a la cort dels bisbes de Passau.

## Singspiele
- Das Serail o Die unvermuthete Zusammenkunft in der Sclaverey zwischen Vater, Tochter und Sohn, creat l'any 1777 a Wels. Aquest singspiel va servir d'inspiració a Mozart pel seu Zaide;
- El Würkung der Natur, 1774, Castell de Batthyány;
- Die beste Wahl oder Das von den Göttern bestimmte Loos, creat el 19 de febrer de 1778 a Nuremberg;
- Adelstan und Röschen, estrenada el 4 de gener de 1782 a Salzburg.

## Opera italiana (creada entre 1764 i 1774 a Passau)
- Il componimento;
- Il natale di Giove, després de Pietro Metastasio;
- Dafne vendicata;
- La Galatea;
- La Zenobia, després de Pietro Metastasio;
- Angelica e Medoro.

## Oratoris
- Giuseppe riconosciuto, després de Pietro Metastasio